# Peyrissac
Peyrissac – miejscowość i gmina we Francji, w regionie Nowa Akwitania, w departamencie Corrèze.
Według danych na rok 1990 gminę zamieszkiwało 106 osób, a gęstość zaludnienia wynosiła 18 osób/km² (wśród 747 gmin Limousin Peyrissac plasuje się na 504. miejscu pod względem liczby ludności, natomiast pod względem powierzchni na miejscu 635.).